# عبد الملك عبد الوهاب الرحابي
عبد الملك أحمد عبد الوهاب الرحابي هو مواطن يمني اُعتقل إداريًا خارج نطاق القضاء من قبل الولايات المتحدة منذ 2001 وحتى 22 يونيو 2016.
كان واحدًا من الفوج الأول من المعتقلين في معتقل غوانتانامو في كوبا، حيث تم نقله إليه مع عشرين أخرين في 11 يناير 2001، تم إطلاق سراحه ومنحه اللجوء السياسي إلى الجبل الأسود.
وكان من ادعاءات المخابرات الأمريكية لتبرير احتجازه أنه تم القبض عليه مع مجموعة من ثلاثين شخص من حراس زعيم القاعدة أسامة بن لادن، وقد انتقد أندي ورثينجتون - مؤلف كتاب ملفات غوانتانامو - هذا الادعاء. كان عبد الملك متزوج عندما تم القبض عليه، وأنجبت زوجته ابنة، وكان قد قام بالإضراب عن الطعام لفترة داخل غوانتانامو.